# 特需景気
特需景気（とくじゅけいき）とは、好景気の名称（通称）で何らかの社会現象など他の要因に牽引される形で、特定地域の経済が大幅に活性化することをいう。特需ブーム（とくじゅブーム）や単に特需（とくじゅ・特別な需要の略）とも。

## 概要
特需景気は、他の地域で発生した社会現象なり事件なりに関連する形で発生する需要によってそれらが必要とされる物品などの市場価値が上がり、好景気を博することではあるが、一般に特需景気として語られる過去の現象の中には、単純に特定事象のみによって発生した訳ではなく、他の要因も関連している景気上昇も含まれる。

特需とされる場合の例では、他にとっては非常に経済的な損失を発生させる戦争であっても、軍需産業の側にすれば「製品を使ってもらえる良い機会」である。また直接戦争で消費される兵器関連の産業だけではなく軍事活動で需要が増大する鉄鋼・エネルギー・食料・繊維など様々な方面に国家予算が投下され、それらに関連する企業に利益をもたらす。実際の例では第二次世界大戦開戦前後において世界恐慌により冷え込んだ経済界は軍需景気を期待した。

### 特需景気の問題
ただ特需景気に軍需景気にしろ一過性の好景気に過ぎない場合がほとんどであるため、この特需の間に収支や設備関連への投資の健全化や関連産業の育成といった産業界の姿勢が無い場合には、特需終了直後に没落するケースも発生、更なる社会的混乱を誘発する傾向も見られる。こと特需に当て込んで無目的なまでの増産にのみ注力した場合では、需要後退後に拡大させた生産設備を持て余し、結果的に産業全体が立ち行かなくなる場合すらみられる。
また特需景気の傾向として、急速に需要が増大するために労働者の募集や産業体制の充実が間に合わず、しわ寄せが労働者に行き易い傾向が見られる。急激な増産により労働者の労働時間が急激に増加したり、あるいは老朽化した危険な設備での増産を余儀なくされた結果、安全確保が後回しになる傾向を含むためである。こういった問題は社会全体にも及び、発展途上国では児童労働の蔓延といった問題も見られる。

## 社会現象と特需

### 戦争と特需
朝鮮戦争
朝鮮戦争では、連合国軍最高司令官総司令部（GHQ/SCAP）による占領時下の日本を中継基地とした米軍が日本で物資調達のために大量の米ドルを投下したため、多大な利益をもたらした。これを指して朝鮮特需という。
ただ、これは第二次世界大戦で産業レベルが一度徹底的に後退した（どん底）であった日本の復興期でもあり、単純に朝鮮戦争による米軍が日本に落としていった米ドルの力だけではないともみられている。しかし敗戦国で多大な戦時負債を抱えた日本経済が、急激に回復する一助ともなっていた部分があり、この特需は高度経済成長の足掛かりともなった。
しかしこの特需で真に潤ったのは一部財界のみで、この当時はまだ特需の利益が労働者にまで還元されてはいなかった様子もうかがえ、当時の日本国民に於ける1日摂取カロリー量は、特需の期間中でも伸びは余り芳しくない。
さらに注意すべきは、当時の日本は莫大な占領軍経費を「終戦処理費」の名目で負担していたことである。1952年（昭和27年）までの占領総経費は47億ドルとも言われ、朝鮮戦争特需の売り上げに相当する額を政府会計から米軍に支払っていた。すなわち、米軍から日本企業への支払いを日本政府が負担したに等しい。
なお、朝鮮戦争は国際的な物品不足をもたらしたため、輸出を伸ばした国が見られた。たとえば、西ドイツは、朝鮮戦争により輸出を大幅に伸ばした。
ベトナム戦争
ベトナム戦争に参戦した韓国は、米国からの巨額の援助および韓国製品に対する米市場開放とを契機に、大きな経済成長を果たした。
大事件
大事件が起きれば、それに関連した企業が刺激を受けた波及効果で増益する。
- アメリカ同時多発テロ事件で、保険会社は保険料の支払いで損益を被った後、保険に加入する人々の増加によって増益した[1][2]。
- 新型コロナウイルス感染症によって、製薬会社は増益した[3]。

### 流行と特需

#### 日本
バブル景気の頃より様々な流行が見られたが、この流行の陰で世界各地で特需景気を巻き起こしている。例えばナタ・デ・ココやハバネロは日本で大流行を見せた食材だが、これの産地が特需景気に沸いている。しかしナタデココブームでは、急激に流行していつのまにか消え去ったブームのせいで、ブームを当てこんだ業者の中には倒産を余儀なくされた所も出たとする話も漏れ聞かれる。
また鳥インフルエンザが社会問題として取り沙汰されると、タミフルの個人輸入が増大、一頃は日本円換算で薬価の10倍の価格（医者で処方してもらった場合と個人輸入代理業を仲介させた場合の比較）が付く場合もあるにもかかわらず品薄状態が続いていると2005年(平成17年)11月22日の読売新聞が報じている。
この他、2011年(平成23年)～2012年(平成24年)にかけて実施されたアナログ放送終了の直前には、薄型テレビやデジタルチューナーの特需が見られた。特に薄型テレビはエコポイントが大幅減少される直前の2010年(平成22年)10月～11月にかけて、大幅な需要の増加がみられた。